# Oblast Kjustendil
| Basisdaten          | Basisdaten                  |
| ------------------- | --------------------------- |
| Region:             | Westbulgarien               |
| Verwaltungssitz:    | Kjustendil                  |
| Fläche:             | 3.085 km²                   |
| Einwohner:          | 108.703 (31. Dezember 2022) |
| Bevölkerungsdichte: | 35,2 Einwohner je km²       |
| NUTS:BG-Code:       | BG415                       |
| Karte               |                             |
| Karte               |                             |
| Website:            | www.kn.government.bg/       |

Die Oblast Kjustendil (bulgarisch Област Кюстендил) hat eine Fläche von 3085 km² (2,7 % des bulgarischen Territoriums) und eine Bevölkerung von 108.703 Einwohnern. Administratives, wirtschaftliches und kulturelles Zentrum ist die gleichnamige Stadt.

## Geografie

### Gebirge
Der nördliche und westliche Teil der Region hat ein stark zerklüftetes Relief, die auch in Bulgarien wenig bekannten Milewska-Gebirge (Милевска планина), Tschudinska-Gebirge (Чудинска планина), Semenska-Gebirge (Земенска планина) und im Osten das Konjawska-Gebirge (Конявска планина).
Im Süden reicht die Region an das Lisez-Gebirge (планина Лисец) und das Tal des Flusses Bistriza (Бистрица) sowie an das Osogowo-Gebirge (Осоговска планина), Wlachina-Gebirge (планина Влахина) und den nordwestlichen Teil des Rila-Gebirges (Рила).

### Gewässer
Der Wasserabfluss erfolgt in den Fluss Struma über die Zuflüsse Trekljanska (Треклянска),  Dragowischtiza (Драговищица), Bistriza (Бистрица), Slokoschtiza (Слокощица), Nowoselska (Новоселска), Dzerman (Джерман) und den Rila-Fluss (Рила) aus dem gleichnamigen Gebirge.

### Flora
Die Region ist stark mit Mischwäldern bedeckt, bei denen Nadelbäume überwiegen. Die Laubbaumgrenze befindet sich bei 1600. Höher wachsen nur noch Nadelbäume und kleine Büsche.

### Naturreservate
In der Oblast liegt ein Teil des Rila-Nationalparkes. Er umfasst das Rila-Gebirge und ist der größte Nationalpark Bulgariens.

## Städte
Die Daten stammen aus dem Nationalen Statistischen Institut in Bulgarien für das Jahr 2022.
| Stadt          | Bulgarischer Name | Einwohner (31. Dezember 2022) |
| -------------- | ----------------- | ----------------------------- |
| Kjustendil     | Кюстендил         | 35.100                        |
| Dupniza        | Дупница           | 26.973                        |
| Bobow Dol      | Бобов Дол         | 4.188                         |
| Saparewa Banja | Сапарева Баня     | 3.453                         |
| Rila           | Рила              | 1.985                         |
| Kotscherinowo  | Кочериново        | 1.938                         |
| Boboschewo     | Бобошево          | 955                           |

## Gemeinden in der Oblast Kjustendil
Administrativ ist die Region Kjustendil in neun Gemeinden aufgeteilt: Kjustendil (Кюстендил), Dupniza (Дупница), Bobow Dol (Бобов дол), Saparewa Banja (Сапарева баня), Rila (Рила), Kotscherinowo (Кочериново), Newestino (Невестино), Boboschewo (Бобошево) und Trekljano (Трекляно) mit insgesamt 182 Ortschaften.
- Gemeinde Bobow dol
- Gemeinde Boboschewo
- Gemeinde Kotscherinowo
- Gemeinde Kjustendil
- Gemeinde Newestino
- Gemeinde Rila
- Gemeinde Saparewa banja
- Gemeinde Dupniza
- Gemeinde Trekljano

## Verkehr
Durch die Region führt die Autobahn A3 „Struma“, welche Sofia mit Griechenland verbindet. Von Burgas über  Kjustendil nach Nordmazedonien führt die Nationalstraße 6, von Kjustendil über Dupniza und weiter nach Osten die Straße II-62.